# Metro Hanoi
Die Metro Hanoi (vietnamesisch: Đường sắt đô thị Hà Nội, wörtlich „Stadtbahn von Hanoi“) ist die U-Bahn von Hanoi, der Hauptstadt Vietnams. Sie gehört der Vietnam Railways (Đường sắt Việt Nam) und wird von der Hanoi Metro Company (HMC) betrieben. Die erste Linie (Linie 2A – Cát-Linh-Line) wurde am 6. November 2021 in Betrieb genommen. Da Vietnam bislang keine Erfahrungen im U-Bahn-Bau besitzt, wurden beide Linien mit ausländischem Know-how gebaut. Die Linie 2A wurde nach chinesischen Standards ausgeführt, während die Linie 3 mit französisch-europäischer Hilfe gebaut wurde.
Im August 2024 wurde ein Abschnitt der Linie 3 eröffnet. Seitdem besteht das Netz aus zwei Linien mit einer Gesamtlänge von 21,6 Kilometern.
Das System soll letztendlich aus neun Linien mit einer Gesamtlänge von 318 Kilometern (198 Meilen) bestehen und zunächst voraussichtlich 200.000 Reisende pro Tag befördern. Bei der Eröffnung lag die tägliche Fahrgastzahl bei 12.000.

## Geschichte

### Vorplanung
Als Hauptstadt Vietnams wächst die Bevölkerung Hanois schnell. Im Jahr 2010 (dem Jahr, in dem mit dem Bau der ersten Linie begonnen wurde) hatte Hanoi etwa 6.910.000 Einwohner. Die Bezirke Hoàn Kiếm und Ba Đình sind die Stadtbezirke mit der höchsten Bevölkerungsdichte. Die Regierung geht davon aus, dass die Bevölkerung von Hanoi bis 2030 auf 8.000.000 ansteigen wird. Um mögliche Verkehrsprobleme zu lösen, schlugen die vietnamesische Regierung und das Volkskomitee von Hanoi den Bau eines städtischen Schienenverkehrssystems vor. Erste Ideen stammen aus den 1990er-Jahren.
Im Jahr 1998 überarbeitete und genehmigte die vietnamesische Regierung den „Masterplan Hanoi Capital to 2020“, der vorsah, dass Hanoi dem Bau eines Schienenverkehrssystems Priorität einräumen sollte, mit dem Ziel, fünf Linien zu bauen. Der „Gesamtplan für die Entwicklung der vietnamesischen Eisenbahntransportindustrie bis 2020“, veröffentlicht im Jahr 2002, und der „2005–2010 Wirtschafts- und Sozialentwicklungsplan für 2006–2010“, veröffentlicht im Jahr 2006, schlugen beide dasselbe vor und zielten darauf ab, das U-Bahn-System bis 2010 fertigzustellen.

### Bau
Der Baubeginn verzögerte sich kontinuierlich, da die Regierung zunächst von den Beratungsunternehmen aus China, Frankreich und Japan, wie der SYSTRA und der Japan International Cooperation Agency, verlangte, Machbarkeitsstudien abzuschließen, die von 2004 bis 2007 liefen. Diese drei Unternehmen schlugen ein aus 6 Linien bestehendes Netz vor. Schließlich genehmigte die vietnamesische Regierung im Jahr 2008 den Bau der vorgeschlagenen Strecken, den sie in mehrere Phasen unterteilte.
Die Phase 1 umfasst den Bau der Linien 2A (Baubeginn 2011) und 3 (Baubeginn 2010).

## Linien
Gemäß der Entscheidung des Premierministers zur Genehmigung der Verkehrsentwicklung von Hanoi bis 2030 und der Vision bis 2050 (519/QD-TTg vom 31. März 2016) wird das U-Bahn-System von Hanoi aus acht Linien bestehen, die teils aus erhöhten und teils unterirdischen Abschnitten bestehen. Das Verkehrsministerium und das Volkskomitee von Hanoi werden Investoren des Projekts sein. Phase 1 umfasst die Linien 2A und 3, die 2021 beziehungsweise 2024 in Betrieb gingen.
| Liniennummer (im Farbfeld gekennzeichnet) | Linienname (mit Buchstabe nebenan) | Verlauf                                                                                                   | Länge (km)                         | Status                    | Haltestellen             | Depots                       |
| ----------------------------------------- | ---------------------------------- | --- | ---------------------------------- | ------------------------- | ------------------------ | ---------------------------- |
| Linie 1                                   | Long-Biên-Linie (L)                | Yên Viên/Dương Xá – Long Biên – Hanoi – Ngọc Hồi                                                          | 36 km                              | Finale Planung            | 23                       | Yên Viên, Dương Xá, Ngọc Hồi |
| Linie 2                                   | Hoàn-Kiếm-Linie (H)                | Flughafen Hanoi – Nhật-Tân-Brücke – Hoàng Hoa Thám – Hoàn-Kiếm-See – Hàng Bài – Đại Cồ Việt – Thuợng Đình | 42 km                              | Bis zur Budgetgenehmigung | 32                       | Xuân Đỉnh, Phủ Lỗ            |
| Linie 2A                                  | Cát-Linh-Linie (C)                 | Cát Linh – Yên Nghĩa                                                                                      | 13,1 km                            | Im Betrieb                | 12                       | Yên Nghĩa                    |
| Linie 3                                   | Văn-Miếu-Linie (V)                 | Nhổn – Bahnhof Hanoi                                                                                      | 12,5 km (am Bau) 13,5 km (geplant) | Im Bau                    | 12 (im Bau) 14 (geplant) | Nhổn                         |
| Linie 4                                   | Thăng-Long-Linie (T)               | (Kreisline) Mê Linh – Đông Anh – Sài Đồng – Vĩnh Tuy – Ringstraße 2.5 – Cổ Nhuế – Liên Hà                 | 54 km                              | Anfängliche Planung       | 41                       | Liên Hà, Đại Mạch            |
| Linie 5                                   | Kim-Mã-Line (K)                    | Tây Hồ – Ngọc Khánh – Thăng-Long-Autobahn – An Khánh – 4. Ringstraße – Hoà Lạc                            | 39 km                              | Anfängliche Planung       | 17                       | Sơn Đồng, Hoà Lạc            |
| Linie 6                                   | Nội-Bài-Line (N)                   | Flughafen Hanoi – Phú Diễn – Hà Đông – Ngọc Hồi                                                           | 43 km                              | Anfängliche Planung       | 29                       | Ngọc Hồi, Kim Mỗ             |
| Linie 7                                   | Hà-Đông-Line (A)                   | Mê Linh – Nhổn – Vân Canh – Dương Nội – Hà Đông                                                           | 28 km                              | Anfängliche Planung       | 23                       | Mê Linh                      |
| Linie 8                                   | Mỹ-Đình-Line (M)                   | Sơn Đồng – Mai Dịch – 3. Ringstraße – Lĩnh Nam – Dương Xá                                                 | 37 km                              | Anfängliche Planung       | 26                       | Sơn Đồng, Cổ Bì              |
| Linie 9                                   | Sơn-Tây-Line (S)                   | Sơn Tây – Hoà Lạc – Xuân Mai                                                                              |                                    | Anfängliche Planung       |                          | Sơn Tây, Xuân Mai            |

### Eröffnete Linien

#### Linie 2A (Cát-Linh-Linie (C)): Cát Linh – Yên Nghĩa

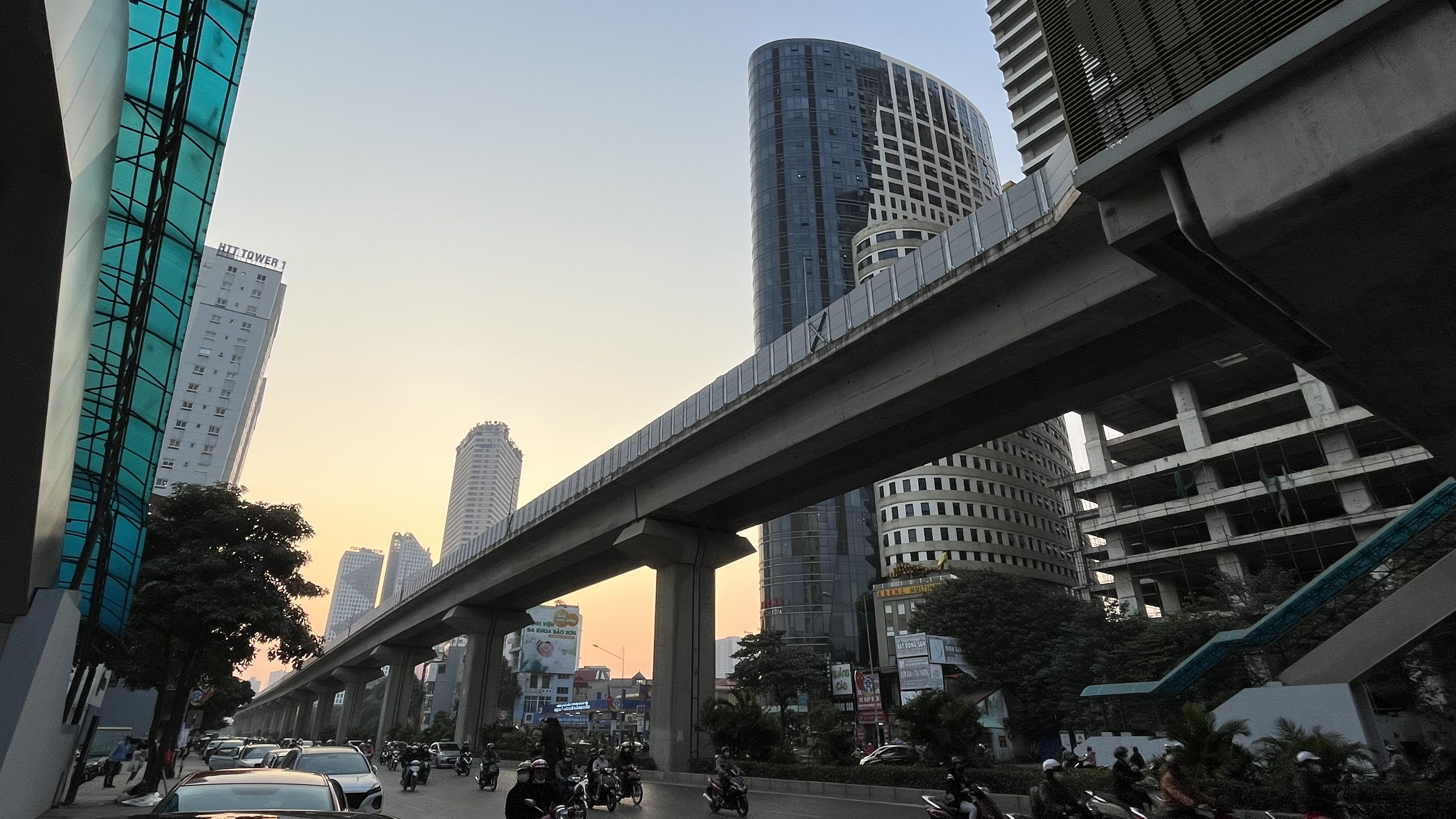
Station Văn Quán auf der Linie 2A der Metro Hanoi

Die Linie 2A ist 13,1 km lang und hat 12 Stationen. Sie verläuft durchgehend in Hochlage. Die Entwurfsgeschwindigkeit beträgt 80 km/h, die Energieversorgung erfolgt über eine seitliche Stromschiene. Die Linie 2A ist die erste U-Bahn-Linie Vietnams und erschließt die Stadtbezirke Đống Đa, Thanh Xuân und Hà Đông.
Der Bau dieser Linie erfolgt durch öffentlicher Entwicklungszusammenarbeit (ODA) aus China mit einer Gesamtinvestition von 868 Millionen US-Dollar. Für dieses Projekt ist die China Railway Sixth Group als EPC-Auftragnehmer (Engineering-Procurement-Construction) und das Verkehrsministerium als Investor zuständig.
Der Bau begann am 10. Oktober 2011 und sollte ursprünglich im Jahr 2016 fertiggestellt sein. 2016 wurde jedoch bekannt gegeben, dass der Fertigstellungstermin auf Anfang 2018 verschoben werden sollte. Aufgrund von Finanzierungs- und Landbeschaffungsproblemen wurde der Bau jedoch nicht durchgeführt. Die Fertigstellung erfolgte erst im September 2018. Nach der Fertigstellung wurden die Probetests von September bis Dezember 2018 durchgeführt. Die Inbetriebnahme der Linie 2A war für die Feiertage des Mondneujahrs im Februar 2019 geplant, wurde jedoch aufgrund einiger Bauarbeiten an einigen Stationen zum sechsten Mal verschoben. Verkehrsminister Nguyen Van The hoffte, dass der Betrieb im April 2019 beginnen würde.
Am 30. April 2019 teilte ein Vertreter des Railway Project Management Board der Presse mit, dass die Strecke noch nicht betriebsbereit sei, da die Anlage noch nicht über ein Sicherheitszertifikat verfüge. Bis zum Stichtag am 30. April 2019 hatte der chinesische Generalunternehmer die Bahnhöfe, die Depots, die Rolltreppendächer für Bahnhöfe, die Entwässerungsanschlüsse für die Station an der 3. Ringstraße, die Landschaftsgestaltung, die Bäume, die Strom- und Ticketsysteme noch nicht fertiggestellt.
Nach mehreren Verzögerungen wurde der Probebetrieb am 28. Oktober 2019 wieder aufgenommen, der 20 Tage dauerte. Ab Dezember 2020 wurde die Linie 2A einem umfassenden Testlauf unterzogen, um die Sicherheit vor der Genehmigung für den kommerziellen Betrieb zu überprüfen. Am 6. November 2021 wurde die Linie 2A in Betrieb genommen.
Es werden 13 von CRRC gelieferte Vierwagenzüge eingesetzt. Sie sind 76 Meter lang, 2,8 Meter breit und können maximal 1200 Fahrgäste befördern.

#### Linie 3 (Văn-Miếu-Linie (V)): Nhổn – Bahnhof Hanoi

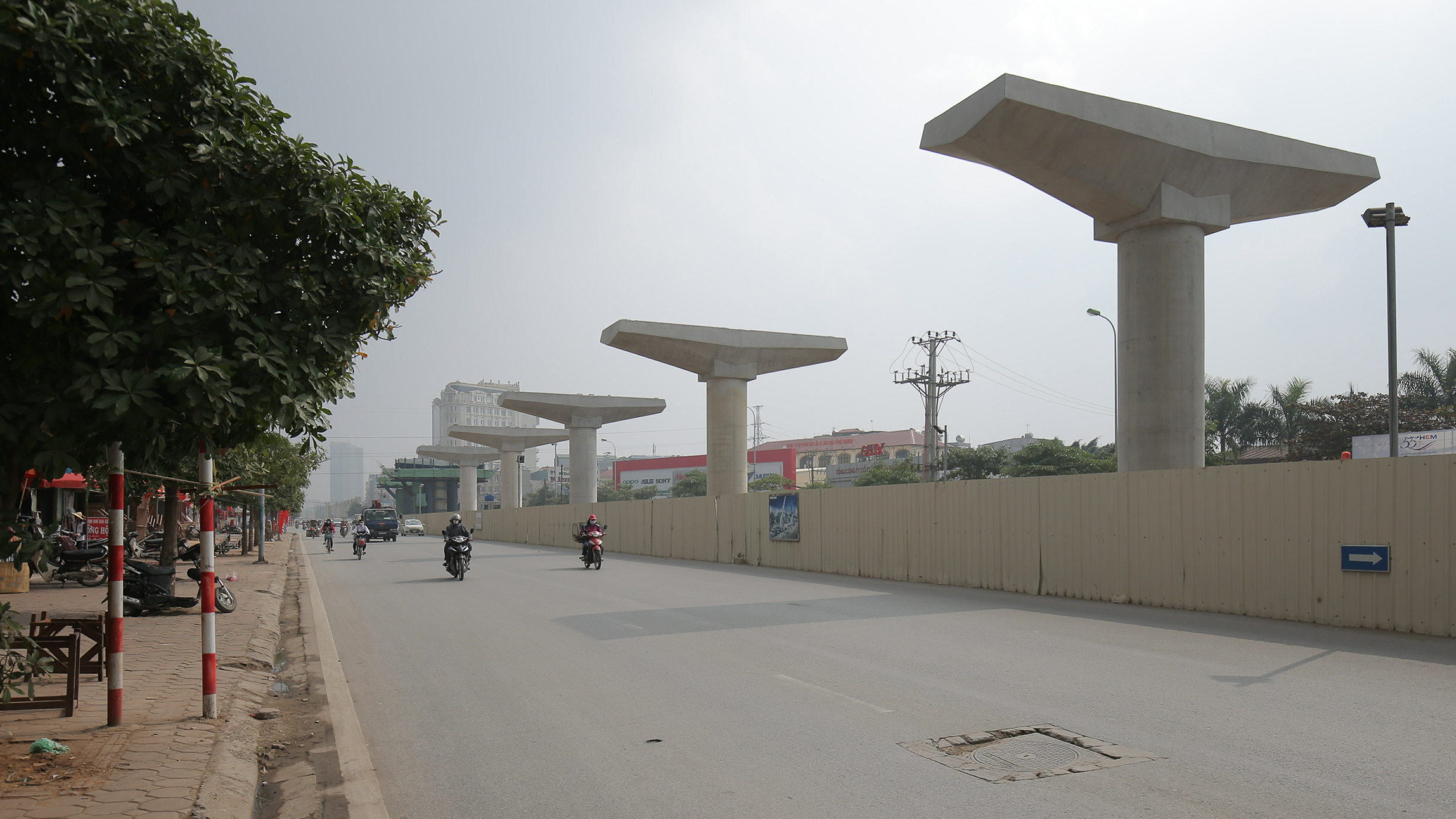
Bauarbeiten auf der Linie 3 (Văn-Miếu-Linie (V))

Die Linie 3 ist eine von Westen nach Osten verlaufende Durchmesserlinie, die Nhổn mit dem Bahnhof Hanoi verbindet.
Das Vorhaben wird unter anderem von der französischen Regierung, von der Asiatischen Entwicklungsbank und der Europäischen Investitionsbank finanziert und in zwei Phasen gebaut. Phase 1 umfasst insgesamt eine Länge von 12,5 km und besteht aus 12 Stationen, davon 8,5 km erhöht und 4 km unterirdisch. Die Strecke führt durch die Stadtbezirke Nam Từ Liêm, Bắc Từ Liêm, Cầu Giấy, Ba Đình, Đống Đa und Hoàn Kiếm.
Der Bau der Linie 3 begann im Jahr 2010 und sollte zunächst im Jahr 2018 in Betrieb gehen. Im Jahr 2017 wurde jedoch bekannt gegeben, dass der Bau erst im Jahr 2021 abgeschlossen sein würde und die Inbetriebnahme auf 2022 verschoben wurde. Im Juli 2018 gab das Hanoi Metropolitan Railway Management Board (MRB) bekannt, dass nur 43 % der Arbeiten an der Linie 3 abgeschlossen seien und der Starttermin des erhöhten Abschnitts höchstwahrscheinlich auf Anfang 2023 verschoben werden muss. Die Behörden kündigten auch an, dass sie mit der Eröffnung der Linie 3 im Jahr 2027 rechneten.
Am 8. August 2024 konnte schließlich der Viaduktabschnitt von Nhổn nach Cầu Giấy eröffnet werden. Die Strecke ist 8,5 Kilometer lang und hat acht Stationen. Die Weiterführung zum Bahnhof Hanoi erfolgt unterirdisch. Diese Verlängerung wird vier Kilometer lang und wird vier Stationen aufweisen.
Auf der Linie werden zehn Vierwagenzüge des Typs Metropolis von Alstom eingesetzt. Alstom liefert auch das CBTC-basierte Signalsystem Urbalis 400.

### In Planung befindende Linien

#### Linie 1 (Long-Biên-Linie (L)): Ngọc Hồi – Gia Lâm (Phase I)
Die Linie 1 (Long-Biên-Linie) verläuft von Ngọc Hồi bis Gia Lâm und hat eine Länge von 15,4 km, wobei 8,9 km davon oberirdisch, 1,7 km davon auf Viadukten und 4,8 km davon an der Oberfläche verlaufen. Die Strecke wurde von der Railway Project Management Unit (RPMU) finanziert, das Verkehrsministerium fungiert als Projekteigentümer. Das Budget stammt aus der japanischen ODA. Derzeit befindet sich die Linie 1 in der detaillierten Planungsphase. Darüber hinaus hat das Verkehrsministerium der Nationalversammlung mitgeteilt, dass das Ministerium den Abschnitt von Yên Viên nach Ngọc Hồi, einschließlich der Bahnhöfe Hà Nội und Giáp Bát, an das Volkskomitee von Hanoi übertragen hat, um den Bau der Long Biên-Linie zu ermöglichen. Damit soll die zukünftige Nord-Süd-Hochgeschwindigkeitslinie versorgt werden, da Ngọc Hồi der nördliche Endpunkt, auch bekannt als Hà Nội-Hochgeschwindigkeitsbahnhof, der auch als der neue Bahnhof Hà Nộis fungieren wird, der Nord-Süd-Hochgeschwindigkeitslinie ist.
Die Linie wird in drei Phasen gebaut:
- Phase 1 mit dem Abschnitt Ngọc Hồi – Bahnhof Hà Nội – Gia Lâm (15,4 km)
- Phase 2 mit dem Abschnitt Gia Lâm – Yên Viên (13,3 km)
- Phase 3 mit dem Abschnitt Gia Lâm – Dương Xá (10 km)

#### Linie 2 (Hoàn-Kiếm-Linie (H)): Flughafen Hanoi – Nam Thăng Long – Trần Hưng Đạo – Thuợng Đình – Hoàng Quốc Việt
Die Linie 2 (Hoàn-Kiếm-Linie) ist 42 km lang und verbindet den Flughafen Hanoi mit dem Stadtzentrum. Es wird 32 Stationen und 2 Depots umfassen. Dazu wird der Bau der Linie 2 in vier Phasen eingeteilt:
- Phase 1: Nam Thăng Long – Trần Hưng Đạo: Dieser Abschnitt hat eine Länge von 11,5 km, davon 8,9 km unter der Erde und 2,6 km an der Oberfläche. Es besteht aus 10 Stationen, darunter sieben unterschiedliche, drei an der Erdoberfläche und ein Depot. Der Projekteigentümer ist das Hanoi Metropolitan Railway Management Board und diese Phase wird durch die japanische ODA finanziert. Derzeit steht die Genehmigung des Kostenvoranschlags noch aus.
- Phase 2: Trần Hưng Đạo – Thuợng Đình: Dieser Abschnitt ist 5,9 km lang, verläuft vollständig unterirdisch und befindet sich derzeit in der Studienphase der Machbarkeit.
- Phase 3: Thuợng Đình – Ringstraße 2,5 – Hoàng Quốc Việt
- Phase 4: Flughafen Hanoi – Nam Thăng Long: Dieser Abschnitt ist 12,5 km lang